# 金曜ビッグバン!
『金曜ビッグバン!』（きんようビッグバン）は、RKB毎日放送で2022年4月1日から2024年3月22日まで放送されていた情報番組。

## 概要
2022年春の番組改編にて、それまで同時間帯に放送されていた「まちプリ」を一新し、同年4月1日に放送開始。基本的に全編中継放送となっている。
時刻表示は、RKBの汎用カスタムを使用。

## 出演者
メインMC
- 冨士原圭希（RKB毎日放送アナウンサー）
- 中島知子

その他
- ハル
- スナッピー